# Dirceu Medeiros
Dirceu Simões de Medeiros São Paulo -(1937 – Curitiba, 26 de novembro de 1995) foi um músico brasileiro. É considerado um dos bateristas brasileiros mais importantes de meados do século XX, tendo gravado com Caetano Veloso, Mutantes, Erasmo Carlos, Johnny Alf, Tim Maia, Marília Medalha, Ednardo, Célia, Tom Zé, Milton Nascimento, João Bosco e outros. É de Medeiros a declamação no início da canção "Tropicália", de Caetano Veloso.

## Discografia
- Casé e seu Conjunto – Samba Irresistível (1961)
- Corisco e os Sambaloucos – Show de Bossa (1963)
- Vera Brasil – Tema do Boneco de Palha (1964)
- Portinho e sua Orquestra – Fogo nos Metais (1965)
- Carlos Piper – O Som Espetacular da Orquestra de Carlos Piper (1965)
- Carlos Piper – É ótimo dançar e ouvir (1966)
- Os Solistas – Festival de Gala (1967)
- Os Mutantes – Os Mutantes (1968)
- Caetano Veloso – Caetano Veloso (1968)
- Som Okey 5 – Som Okey 5 (1969)
- Pap's Modern Sound – Pap's Modern Sound (1970)
- Johnny Alf – Ele é Johnny Alf (1971)
- Erasmo Carlos – Carlos, Erasmo (1971)
- Tim Maia – Tim Maia (1972)
- Marília Medalha – Caminhada (1973)
- João Bosco – João Bosco (1973)
- Ednardo do Pessoal do Ceará – O Romance do Pavão Mysteriozo (1974)
- Célia – Célia (1975)
- Di Melo – Di Melo (1975)
- Eduardo Araújo – Pelos Caminhos do Rock (1975)
- Nostalgia Eletrônica Orchestra (Daniel Salinas) – Nostalgia Eletrônica Orchestra (1975)
- Tom Zé – Estudando o Samba (1976)
- Eduardo Araújo e Silvinha – Sou filho desse chão (1976)
- Neuber – Apocalipse (1977)
- Régis Duprat e Rogério Duprat – A Bela Época (1978)
- Régis Duprat e Rogério Duprat – Maxixes (1978)
- Régis Duprat e Rogério Duprat – Dobrados (1978)
- Duduca & Dalvan – Mulher Maravilha - Vol. 3 (1980)
- Hector Costita – 1981 (1981)
- Felipe e Falcão – Felipe e Falcão (1987)
- Joelho de Porco – 18 Anos Sem Sucesso (1988)
- Cath Carroll – England Made Me (1991)
- Jane Duboc – Brasiliano (1992)
- Dominguinhos – O Trinado do Trovão (1993)
- Milton Nascimento – Amigo (1995)